# Associação Nova Prata de Esportes Cultura e Lazer
A Associação Nova Prata de Esportes Cultura e Lazer, mais conhecida como Nova Prata, é um clube brasileiro de futebol, sediado na cidade de Nova Prata, no Rio Grande do Sul. Suas cores são o vermelho, o verde e o branco. Manda seus jogos no Estádio Municipal Dr. Mário Cini, com capacidade para 3 mil pessoas.

## História
O Nova Prata foi fundado em 10 de abril de 2003. A equipe manteve-se amadora e disputando somente campeonatos municipais e da região de Nova Prata até 2009, quando disputou pela primeira vez o Campeonato Gaúcho de Futebol Amador alcançando as quartas de finais da competição, sendo eliminado pelo Grêmio Esportivo Ibirubá e 2010, quando foi eliminado ainda na primeira fase.

### Início do Profissionalismo
Em 2011 a Equipe foi convidada pela Federação Gaúcha de Futebol para disputar a 8ª Copa FGF. O resultado não foi dos melhores, uma modesta 20ª posição em um campeonato com 22 participantes. Foram 12 jogos, sendo sete derrotas, quatro empates e apenas uma vitória (diante do Esportivo, em Bento Gonçalves). Em 2012 o Clube decidiu disputar a Segundona Gaúcha. Para tal o Tricolor Pratense apostou em um elenco formado por jogadores da região, arregimentados na base e nas peneiras realizadas. Contratou também jogadores mais experientes, oriundos ou com passagem pelo Veranópolis, como: Jean Dias (atacante), Luiz Carlos Bahia (Meia), Rodrigo Rocha (Goleiro), Arthur Santos (Volante), Fininho (lateral) e Ademir de Carvalho (Zagueiro). Para completar o elenco foram contratados também o defensor Fernando Ramos (ex-Guarani-VA) e o goleiro Maikon (ex-Santo Ângelo), Lucas Silva e Roger Rieger, que disputaram a Copa FGF no ano anterior voltaram ao Clube. A comissão técnica teve o comando de Everaldo Alves, ex-coordenador técnico das categorias de base do CLube. Na preparação física, Anderson Zorzi e na preparação dos goleiros, Santa Rosa. O massagista, Vagner Moreno. A coordenação de futebol esteve a cargo de Ernesto Guedes. Como técnico, Guedes comandou, entre outros clubes, Grêmio, Internacional, São Paulo-RS, Botafogo, Sport, Santa Cruz, Náutico e Brasiliense. Também passou pelas seleções nacionais de Honduras e Bahrein.
O Resultado da primeira temporada foi animador: sexta posição. Vencendo cinco jogos em 12 disputados, sendo eliminado nas quartas de final da competição, pelo Bagé.
Mesmo com uma história curta no futebol profissional, em 2013 a Equipe alcança o acesso para a Divisão de Acesso, segunda divisão do futebol gaúcho. A Associação Nova Prata, após classificar-se em primeiro do grupo, deixou para trás Rio Grande, Sapucaiense e Marau (na final do turno) garantindo a vaga na final da competição e o acesso antecipado para a divisão superior. Na final porém, a Equipe, não conseguiu superar o Tupi, perdendo as duas partidas.

### 2014 e 2015: Biênio na Divisão de Acesso
Em 2014, a Equipe estrearia na Divisão de Acesso, porta de entrada para a Primeira Divisão. A primeira vitória chegaria logo na terceira rodada, em casa, contra o Santo Ângelo: 3-1. A campanha foi irregular durante todo o primeiro turno da competição alternando entre vitórias e derrotas. O ponto alto foi a sonora goleada aplicada frente ao Riopardense: 6-2, com direito a três gols de Éder Ceccon, atacante com boas passagens pelo Juventude e Paysandu. Mesmo assim, num grupo equilibrado acabou na última posição, porém somente três pontos atrás do quarto e último classificado.
No segundo turno, o time manteve-se com uma campanha irregular e deixou escapar a classificação para as quartas de finais na última rodada, ao ser derrotado em casa pelo Santa Cruz-RS. A derrota do Marau para o Cerâmica serviu para manter o Tricolor Pratense garantido na segunda divisão de 2015. Riopardense (que perdeu as 15 partidas que disputou), Canoas e o próprio Marau foram rebaixados para a terceira divisão.
Em 2015, do time que quase caiu na tempoda passada, restaram algumas peças importantes como Fabio Rodeghiero, Vandré e a dupla de ataque, Jean Dias e Éder Ceccon. Outro ponto interessante foi a inauguração dos refletores do Estádio Mário Cini, o que permitiu com que a Associação mandasse seus jogos a noite, garantindo um público maior. A partida de estreia dos refletores foi frente ao Veranópolis. Vitória do Pentacolor por dois a zero.
Alocado no Grupo A da competição, o Clube iniciou com bons resultados. Mantendo-se invicto e dentre os cinco primeiros até a quarta rodada, quando sofreu um revés jogando em casa, diante do Glória. A partir daí amargaria uma sequencia de seis jogos sem vitórias. As três vitórias sobre Esportivo, Glória e Tupi até trouxeram esperanças de classificação aos torcedores. Porém as duas derrotas nas últimas duas rodadas, para Santo Ângelo (em casa) e Panambi decretaram, não somente a desclassificação para a segunda fase, mas também, o rebaixamento da Equipe para a Terceira Divisão. Bastava uma simples vitória para o clube garantir a quinta posição do Grupo, porém o mesmo Panambi foi quem se classificou, num grupo bastante equilibrado. Juntamente com Rio Grande, o Nova Prata voltaria a jogar a última divisão do futebol profissional gaúcho.

### De volta a Terceira Divisão
Em 2016, volta a disputar a Segundona Gaúcha, terceira e última divisão do Campeonato Gaúcho. Com investimento menor e sem contar com os nomes que formaram a base do clube durante a passagem pela Divisão do Acesso, o Nova Prata até fez boa campanha. Comandado por Joel Cavalo, avançou até a semifinal da competição, sendo eliminado pelo Guarany de Bagé, que posteriormente conquistaria o título e a única vaga de acesso daquele ano. Restou ao Nova Prata a terceira posição e por conta do regulamento da atual competição (aonde somente o campeão garantia o acesso), manteve-se mais uma vez na Segundona.
Em 2017, o Clube apostou na volta do Professor Everaldo Medeiros para conquistar o acesso. No primeiro jogo diante de sua torcida, foi goleado pela Equipe B do Grêmio por 4-0. A equipe não conseguiu uma regularidade e somou apenas dois pontos nas primeiras nove rodadas. Uma improvável recuperação (graças a duas boas vitórias contra Três Passos e Elite jogando em casa) e boas atuações do atacante Tanque González levaram a equipe a sonhar com a classificação para a segunda fase, mas a derrota por cinco a zero diante do Três Passos decretou a eliminação do time na última rodada. A falta de experiência do elenco montado às pressas, a dificuldade para inscrever os atletas estrangeiros e o pessimo início de competição, contribuíram para que a Associação Nova Prata realizasse a pior de suas campanhas desde o profissionalismo: apenas oito pontos conquistados em 36 possíveis.

## Resultados da Equipe
| Temporadas |                   |                   |                   |                   |                   |                   |                   |                   |                   |                   |                   |                   |       |       |               |       |       |       |
| Ano        | Campeonato Gaúcho | Campeonato Gaúcho | Campeonato Gaúcho | Campeonato Gaúcho | Campeonato Gaúcho | Campeonato Gaúcho | Campeonato Gaúcho | Campeonato Gaúcho | Campeonato Gaúcho | Campeonato Gaúcho | Campeonato Gaúcho | Campeonato Gaúcho | Copas | Copas | Copas         | Copas | Copas | Copas |
| —          | Div               | Res               | Pos               | Pts               | J                 | V                 | E                 | D                 | GP                | GC                | S                 | %                 | Comp  | Pos   | Fase          |       |       |       |
| 2011       | –                 | –                 | –                 | –                 | –                 | –                 | –                 | –                 | –                 | –                 | –                 | –                 | FGF   | 20º   | Primeira Fase |       |       |       |
| 2012       | C                 | Estável           | 6º                | 19                | 12                | 5                 | 4                 | 3                 | 10                | 6                 | 4                 | 52,7              | –     | –     | –             |       |       |       |
| 2013       | C                 | promovido         | 2º                | 31                | 19                | 8                 | 7                 | 4                 | 25                | 18                | 7                 | 54,3              | –     | –     | –             |       |       |       |
| 2014       | B                 | Estável           | 13º               | 20                | 15                | 5                 | 5                 | 5                 | 23                | 32                | -9                | 44,4              | –     | –     | –             |       |       |       |
| 2015       | B                 | rebaixado         | 14º               | 15                | 14                | 4                 | 3                 | 7                 | 17                | 23                | -6                | 35,7              | –     | –     | –             |       |       |       |
| 2016       | C                 | Estável           | 3º                | 25                | 16                | 7                 | 4                 | 5                 | 22                | 16                | 6                 | 52,0              | –     | –     | –             |       |       |       |
| 2017       | C                 | Estável           | 14º               | 8                 | 12                | 2                 | 2                 | 8                 | 11                | 25                | -14               | 22,2              | FGF   | 12º   | Primeira Fase |       |       |       |
| 2018       | C                 | Estável           | 10º               | 6                 | 10                | 1                 | 3                 | 6                 | 8                 | 20                | -12               | 20,0              | –     | –     | –             |       |       |       |